# Diaphanosoma unguiculatum
Diaphanosoma unguiculatum är en kräftdjursart som beskrevs av Gurney 1927. Diaphanosoma unguiculatum ingår i släktet Diaphanosoma och familjen Sididae. Inga underarter finns listade i Catalogue of Life.